# HMP Bristol
HMP Bristol (His Majesty’s Prison Bristol) – męskie więzienie kategorii B, zlokalizowane w dzielnicy Horfield w Bristolu, w południowo-zachodniej Anglii.
Więzienie zarządzane jest przez agencję rządową Jej Królewską Służbę Więzienną (Her Majesty’s Prison Service). W sierpniu 2020 znajdowało się w nim 493 więźniów.

## Historia
Budowa więzienia Bristol rozpoczęła się w 1881 roku. Oryginalny budynek stanął na miejscu dawnych ogrodów i składał się z dwóch czteropiętrowych bloków, z których jeden przeznaczony był dla kobiet. Otwarcie miało miejsce w 1883 roku, w 160 celach początkowo mieszkało średnio 179 więźniów.
Do zniesienia kary śmierci w 1965 roku przeprowadzono 14 egzekucji więźniów HMP Bristol. Pierwsza odbyła się 11 kwietnia 1889 roku, a ostatnia 17 grudnia 1963. W jednej z nich odebrano życie Eugeniuszowi Jurkiewiczowi, 35-letniemu sierżantowi polskiej armii mieszkającemu w obozie przesiedleńczym dla Polaków w Middlezoy w Somerset. Jurkiewicz zgwałcił i zamordował Emily Bowers, 74-letnią właścicielkę pobliskiego pubu George Inn. Egzekucja miała miejsce 30 grudnia 1947 roku. Wszyscy straceni w HMP Bristol zostali pochowani na terenie więzienia w nieoznakowanych grobach.
Na początku XX wieku w HMP Bristol więziono sufrażetki, uczestniczki ruchu aktywistycznego, walczącego o prawa wyborcze kobiet. 
Od początku istnienia więzienia dwukrotnie doszło do poważniejszych zamieszek. W 1986 roku 60 więźniów przejęło kontrolę nad dwoma skrzydłami, niszcząc wyposażenie i zmuszając strażników do wycofania się. Około 100 policjantów, w tym oddział w strojach bojowych i z psami policyjnymi, brało udział w odzyskaniu kontroli. W zamieszkach w 1990 roku więźniowie poszli w ślady osadzonych w HMP Manchester (Strangeways riots) w serii zamieszek, które miały miejsce w ponad 20 więzieniach w tym samym czasie. 

## HMP Bristol dziś
Więźniowie mają szerokie możliwości zatrudnienia i edukacji. Kursy obejmują: matematykę, język angielski, IT, BHP, bezpieczeństwo żywności, catring, sprzątanie, prace magazynowe i produkcyjne, mechanikę rowerową, zdrowy styl życia. Osadzeni otrzymują również pomoc w ramach poszukiwania pracy po wyjściu, takie jak pomoc w CV czy przygotowanie do rozmów kwalifikacyjnych. Ponadto, otrzymują wsparcie w kwestiach takich jak zdrowie, uzależnienia, zadłużenia czy relacje z rodziną.

## Znani byli więźniowie
- John Straffen – seryjny morderca, przetrzymywany między 1947 a 1949 za mniejsze przestępstwa[10];
- Gary Glitter – gwiazda rocka, spędził 2 miesiące w HMP Bristol w 1999 roku za posiadanie dziecięcej pornografii[11].